# Annibale Ranuzzi
Il conte Annibale Lodovico Luigi Romano Ranuzzi (Bologna, 28 febbraio 1810 – Bologna, 11 agosto 1866) è stato un geografo e patriota italiano.

## Gli studi
Nato in una delle più importanti famiglie senatorie della città figlio di Carlo (1770-1850) e della seconda moglie di questi Paolina Trionfi (1778-1864), studiò presso i frati barnabiti in Via D'Azeglio, e proseguì gli studi di storia e filosofia che prediligeva presso l'Università di Bologna.
Durante i moti del '31 maturò la convinzione della necessità di indipendenza politica e libertà degli italiani e, pur fervente cattolico, e iniziò ad avversare il governo papale. Da una posizione neoguelfa si avvicinerà a quella liberale moderata guidata da Minghetti. Nella quiescienza politica degli anni seguenti, si dedicò in maniera quasi autodidatta agli studi geografici, non esistendo nell'ateneo bolognese una tradizione in tal senso. In breve tempo venne ammesso ad alcune accademie europee, tra cui la Royal Geographical Society di Londra, e seppe guadagnarsi la stima di eminenti studiosi, come Cristoforo Negri, Iacopo Graberg di Hemso e molti altri. Data la carenza di studi geografici all'interno dello Stato Pontificio, iniziò nel 1837 un'ampia opera pubblicistica, pubblicando "Memorie scelte di Geografia, viaggi e costumi", stampato da Nobili a Bologna e inviando articoli a riviste bolognesi, tra cui i "Nuovi Annali delle Scienze Naturali", il maggior organo della cultura scientifica bolognese. Nello stesso anno e precisamente il 4 luglio 1837 aveva sposato Domenica Maria Rodriguez y Laso, figlia di Don Francesco, spagnolo, e di Carlotta Zambeccari. È del 1840 un "Saggio di Geografia pura, ovvero primi studi sull'anatomia della terra" in Nuovi annali delle Scienze naturali. Gli annali erano il più dotto periodico bolognese, emanazione dell'Università e dell'Accademia delle Scienze. In quest' opera Ranuzzi volle riorganizzare la Geografia sulle basi di una nuova e razionale divisione della materia, non determinata più da canoni esteriori ma desunta dalla natura stessa della disciplina, da dividersi in Geografia pura (che abbraccia tutti i fenomeni fisici che costituiscono la Geografia naturale), e in Geografia statistica (che è il collegamento di studi naturali a studi storici e all'influenza dell'uomo). Nello stesso anno fondò un'Associazione per gli Studi Geografici Italiani, formata da sessantanove aderenti lui compreso.
Nel 1842 pubblicò "Intorno allo stato attuale delle nostre cognizioni orografiche".
. Pubblicò un "Annuario Geografico Italiano" (1844), al quale collaborarono scienziati di ogni parte d'Italia e aprì un "Ufficio di Corrispondenza Geografica" nella sua città, che doveva essere l'avvio per una futura Società Geografica Nazionale. Di questo facevano parte molti dei più distinti geografi e scienziati italiani, come Cattaneo, Cibrario, De Luca, De Zigno, Ferrara, La Farina, Lombardini, Marmocchi, Meneghini, Porro, Sanseverino, Valerio, Vegezzi Ruscalla, Zuccagni Orlandini. Questo istituto si presenta come centro di tutti i lavori che si pubblicano sull'Italia, e la parte sostanziale di tutti i lavori veniva inserita nell'Annuario. Il pensiero di Ranuzzi aveva trovato molto favore nei giornali dell'epoca. Purtroppo gli avvenimenti politici del 1848 ne interruppero i lavori: dell' "Annuario" uscirono soltanto due volumi negli anni 1844 e 1845. L'esigenza di una Società geografica Italiana fu ribadita nel corso del VII Congresso degli scienziati italiani, svoltosi a Napoli nel 1846. Bisognerà attendere il Regno d'Italia e il 1867 per la nascita a Firenze della Società Geografica Italiana con un proprio statuto e oltre quattrocento soci già l'anno successivo.
Nella seconda metà degli anni quaranta pubblicò anche due studi, importanti per l'epoca, sull'avvenire politico ed economico del Texas e sull'espansione coloniale inglese nella regione africana del Niger e uno studio sull'importanza di una via d'acqua eccezionale come il Rio degli Amazzoni. Fu socio onorario della Società Agraria del Dipartimento del Reno, divenuta in seguito Accademia Reale di Agricoltura (oggi "Nazionale"), di cui fu segretario nel 1859.
Collaborò pure alla pubblicazione delle "Memorie di Agricoltura", Manifattura e Commercio, non solo promossa e favorita, ma anche finanziata: vedi i già citati studi sul Texas, l'espansione coloniale inglese nella regione africana del Niger, e l'importanza del Rio degli Amazzoni. Sempre tra le Memorie di Agricoltura è da annoverarsi uno studio sull'olivo dal punto di vista geografico e climatico. Fu membro del"Felsineo", giornale portavoce della Società Agraria.
Nel 1876, dieci anni dopo la sua morte, la Presidenza della Società Geografica Italiana fece richiesta presso la famiglia per consultare le carte dell'illustre geografo in corrispondenza con numerosi scienziati del tempo, che l'onorevole Correnti chiamò a ragione "illustre promotore degli studi geografici in Italia. Accondiscendendo la vedova e i figli al desiderio della Società Geografica posero a disposizione tramite l'esploratore geografico Pellegrino Matteucci il vasto materiale scientifico e ne fu fatta relazione in una solenne seduta della Società a dieci anni dalla morte. 

## Il risorgimento

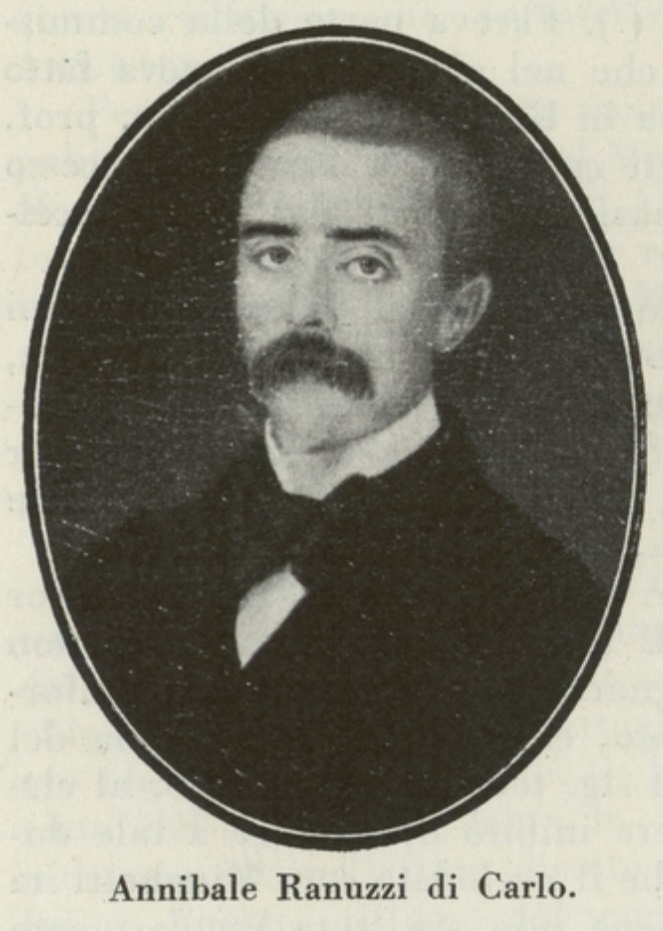
Annibale Ranuzzi

Dalla sua collaborazione al "Felsineo", giornale della Società Agraria, nacquerò le sue frequentazioni con gli ambienti neoguelfi e riformisti bolognesi, distogliendo l'attenzione dagli studi geografici. Nella fase centrale degli anni quaranta conobbe e strinse amicizia con Marco Minghetti, Carlo Berti Pichat, il marchese Gioacchino Napoleone Pepoli, Luigi Tanari, Rodolfo Audinot, Giovanni Luigi Malvezzi de' Medici, col Prof.Montanari, con Michelangelo Castelli. e altri. Rimase scettico di fronte alle prime riforme promosse da Pio IX, diffidando del pontefice, e fu tra i sostenitori della partecipazione dello Stato Pontificio a quella che veniva vista come una "guerra nazionale" quando il re Carlo Alberto dichiarò guerra all'impero austro-ungarico. Nel 1847 fu compreso tra gli autorevoli cittadini incaricati di costituire la Guardia Civica della città, dove ricoprì il grado di maggiore e si adoperò per l'unificazione dei corpi di volontari che partirono per la guerra contro l'Austria. Con la sconfitta dei Piemontesi, gli austriaci invasero le legazioni, Ranuzzi si allontanò da Bologna per non essere chiamato a fare parte del Comitato di Guerra, istituito in funzione anti-austriaca dal pro-legato conte Cesare Bianchetti,  che lo aveva incluso come rappresentante della Provincia e che non gli perdonò in seguito l'assenza ai fatti della Montagnola.
Entrato a far parte del consiglio comunale istituito in tempi di libertà, dopo la fuga di Pio IX da Roma e la proclamazione della costituente si pose a capo della corrente bolognese che intendeva fare di Bologna il centro della fedeltà al papa e della contestuale difesa delle libertà costituzionali. Sul finire di Luglio del 1849 Bologna fu occupata dalle truppe austriache ed il consiglio comunale formato in tempi di libertà venne sciolto. Nell'ultima seduta del 27 luglio, Annibale fece approvare una mozione in cui la città chiedeva al pontefice di conservare lo statuto.
Annullata la votazione dal governatore civile e militare della città,perché intervenuti solo una minoranza dei consiglieri, il consiglio comunale fu sciolto, e Ranuzzi punito con otto giorni di arresto. Con la restaurazione pontificia, si avvicinò ancora di più alle posizioni di Minghetti, auspicando l'annessione al Regno di Sardegna, e ponendosi come intermediario fra i liberali bolognesi e quelli piemontesi. Iscrisse la figlia Emma al collegio diretto a Torino da Costanza D'Azeglio e col pretesto di andare a trovarla, Annibale otteneva il permesso di entrare nel Regno Sabaudo trasportando ad ogni viaggio scritti e documenti proibiti dalla polizia austriaca, che gli valsero il conferimento nel 1856 da parte di Vittorio Emanuele II il della croce di cavaliere dell'Ordine dei Santi Maurizio e Lazzaro.

## Carriera prefettizia
Dopo la seconda guerra di indipendenza, il 13 giugno 1859 la giunta di governo della città nominò Annibale Ranuzzi Intendente della Provincia, con autorità sul territorio della ex-Legazione pontificia, mentre nell'agosto seguente fu eletto nel IX collegio di Bologna come deputato dell'Assemblea delle Romagne. Con prudenza e tatto Ranuzzi resse l'Intendenza di Bologna fino al plebiscito delle provincie dell'Emilia del 1860, e alla elezione dei deputati al Parlamento del nuovo Regno. Venne trasferito in qualità di Regio Intendente Generale (in seguito Prefetto) a Modena, poi a metà del 1861 a Chieti, Da menzionare nello stesso anno durante tale permanenza tra i suoi scritti "Proposta al consiglio provinciale dell'Abruzzo per la fondazione di un collegio agrario in Chieti: fatta dal prefetto Annibale Ranuzzi nella tornata del 7 novembre 1861".
infine, dall'11 gennaio 1863 fino all'11 maggio 1865 a Siena. In occasione della inaugurazione della Camera di Commercio ed Arti della Provincia di Siena e Grosseto fu tenuto il 28 giugno 1863 dall'allora prefetto Ranuzzi un solenne discorso intriso di patriottismo e di fiducia sul ruolo che avrebbe avuto il giovane Regno d'Italia. 
Dopo Siena venne trasferito alla Prefettura di Ascoli Piceno, che non raggiunse mai per questioni di salute, morendo infatti a Bologna circa un anno più tardi, l'11 agosto 1866 assistito anche dal cugino P. Paolo Maria Ranuzzi, barnabita.
In seguito la sua città natale gli dedicò una strada, appena fuori Porta Lame.

## Pubblicazioni
- Annibale Ranuzzi, Saggio di geografia pura ovvero primi studi sull'anatomia della terra, Bologna: per tipi di Jacopo Marsigli, 1840
- Annibale Ranuzzi, Annuario geografico italiano: anno 1, Bologna: 1844
- Annibale Ranuzzi, Intorno allo stato attuale delle nostre cognizioni orografiche : memoria di Annibale Ranuzzi, s.l. : s. n., 18.
- Annibale Ranuzzi, Sulla opportunita di promuovere la coltivazione dell'olivo nella provincia bolognese: discorso letto alla società agraria di Bologna / dal socio onorario conte Annibale Ranuzzi , Bologna: Tip. Sassi nelle Spaderie, 1845
- Annibale Ranuzzi (a cura di), Annuario geografico italiano pubblicato dall'Ufficio di Corrispondenza Geografica in Bologna, Bologna: Libreria Rusconi, 1845
- Annibale Ranuzzi, Proposta al consiglio provinciale dell'Abruzzo per la fondazione di un collegio agrario in Chieti: fatta dal prefetto Annibale Ranuzzi nella tornata del 7 novembre 1861 , S.l. : s. n., 1861?